# 松平康英
松平 康英（まつだいら やすひで）は、江戸時代後期の旗本・大名。江戸幕府外国奉行、神奈川奉行、大目付、勘定奉行、南町奉行を歴任した後に本家の大名家を相続、奏者番兼寺社奉行、老中となった。陸奥国棚倉藩の第4代藩主、武蔵国川越藩主。松井松平家12代。川越においては、城下宮下町に藩校長善館を開いた人物として知られる。旗本時代は松平 康直（まつだいら やすなお）で、本家相続後に康英と改名し、明治維新後に松井 康英と改名した。

## 生涯
旗本5000石で寄合の松平軍次郎康済の長男として江戸木挽町にて誕生。弘化4年（1847年）12月10日、父の隠居により家督を相続する。当時は諱を康直と名乗った。嘉永4年（1851年）9月から翌5年（1852年）9月まで駿府加番を勤め、安政2年（1855年）7月19日、火事場見廻役へ異動、安政5年（1858年）11月29日には寄合肝煎（3000石以上の旗本の世話役）、同年12月8日に講武所頭取、安政6年（1859年）12月15日、外国奉行となり同時に従五位下・石見守に叙任。翌日には神奈川奉行兼任となった。
翌万延元年（1860年）9月15日に外国奉行を罷免され、神奈川奉行専任となる。しかし文久元年（1861年）4月12日には再び外国奉行兼任となり、同年8月21日には江戸・大坂・兵庫・新潟の開市の延期とロシアとの千島・樺太国境画定交渉のために欧州へ行くことを命じられ（文久遣欧使節）、12月22日に交渉使節団副使として欧州各国へ向けて出発し、翌文久2年（1861年）12月11日帰国した。帰国直後の28日に外国奉行専任となり、翌日には300石を加増された。

### 棚倉藩主相続と老中就任
文久3年（1863年）7月20日、但馬国出石藩主・仙石家のお家騒動（仙石騒動）に連座して、懲罰的に陸奥国石川郡内に移されていた知行所5000石のうち2500石を、播磨国佐用郡の旧領の一部と替地され、知行所として陸奥国内2500石および播磨国内2500石を持つこととなる。同年8月14日に勘定奉行に任命され、翌元治元年（1864年）6月24日には大目付、その5日後の29日には江戸南町奉行となる。
元治元年11月20日、本家の陸奥棚倉藩主・松平康泰が子のないまま亡くなったため、棚倉藩主を継いだ。藩主就任後の元治2年（1865年）1月11日、周防守に任官し、同月に諱を康英と改名した。同月20日には奏者番兼寺社奉行に任命され、3月8日に下野国宇都宮藩へ転封を命じられる。この後慶応元年（1865年）4月12日に老中、同月25日に外国事務取扱を命じられ、同月28日に従四位下に叙された。10月15日に宇都宮への転封が中止となって2万石を加増されたが、翌日老中を辞職した。しかし1か月後の11月20日に再び老中に再任され、以前通り外国事務取扱となった。12月15日、侍従に任官される。
翌慶応2年（1866年）4月12日、海軍事務取扱兼任を命じられ、6月19日に陸奥白河藩へ転封を命じられたが、前白河藩主・阿部正静の都合で国替が手間取ったため、そのまま10月27日に武蔵川越藩へ転封された。慶応3年（1867年）5月12日に会計総裁兼任となり、外国・海軍事務取扱は免除された。慶応4年（1868年）2月5日、老中を罷免された。同年4月14日、明治政府より謹慎を命じられ、1か月後の5月13日に謹慎を解かれた。翌明治2年（1869年）4月10日、家督を養子の康載に譲り隠居した。
その後、明治20年（1887年）12月28日に正四位、同26年（1893年）6月16日に従三位、同37年（1904年）に従二位（死去の日と同じ?）に叙される。同年7月5日に75歳で死去した。
最初の妻は幕臣3000石勘定奉行・松平（松井）備中守康正の娘。後妻は幕臣5000石西丸御小姓番頭・鍋島伊予守直正の娘直子。

## 出自の問題
『川越市史』3 近世編583頁には「康英は松井家分知松井信濃守康功の子として天保元年（1830年）に生まれ、同じく分知で旗本五千石寄合席松井軍次郎康済の嫡子となり（後略）」と記述されており、この記述は諸書にも継承されている。理由は恐らく、同じ『川越市史』史料編 近世1の727頁掲載の康英の履歴書（明治元年作成）「分知松井信濃守康功亡養父松井軍次郎康済嫡子」の記述を「実父は分知松井信濃守康功」「養父は松井軍次郎康済」というように分けて解釈したからであろう。
しかし、これは完全な誤読である。なぜなら康英の養子康載の履歴書（明治元年作成）が隣に掲載されているが、それと比較をすれば一目瞭然で、康載の履歴書には「戸田丹波守光則隠居尤香斎光庸六男」とある。冒頭の戸田丹波守光則とは康載の履歴書を作成した明治元年当時の実家の当主（光則は康載の兄である）で、康載は光則の先代である光庸の六男と解釈しなくてはならない。これと同じ方法で康英の履歴書を解釈すると、松井信濃守康功はこの履歴書が作成された明治元年当時の康英の実家の当主を指し、康英の実父ではないことになる。だから、実父は松平（松井）康済が正しい。
ちなみに康功の実父は幕臣3000石阿部遠江守正蔵で、康功の兄には陸奥白河藩主阿部正定や後に老中となった阿部正外などがいる。
参考までに原文の解釈を掲載しておく。
- 原文「分知松井信濃守康功亡養父松井軍次郎康済嫡子」
- 訳　「分家松井康功の養子先の養父である松井康済の長男」

- 原文「戸田丹波守光則隠居尤香斎光庸六男」
- 訳　「戸田光則の先代当主である光庸の六男」

## 系譜
父母
- 松平康済（実父）
- 松平康泰（養父）

正室、継室
- 鍵姫（正室） - 松平康正の娘
- 直子（継室） - 鍋島直正の娘

子女
- 男子、夭折
- 松井康義（次男）
- 鉦 - 六郷政賢正室
- 鉚 - 酒井忠亮正室

養子
- 松平（松井）康載 - 松平光庸の九男。康義を養子として家督を譲り、離籍して実家の戸田家（戸田松平家）へ復帰の後、旧安中藩板倉家に入婿して同家の家督を継ぎ、板倉勝観を名乗った。

## 栄典
- 1904年（明治37年）6月5日 - 従二位[1]

## 登場作品
テレビドラマ
- 『篤姫』（2008年、NHK大河ドラマ、演：佐藤正宏）